# Charonectria sceptri
Charonectria sceptri är en svampart som tillhör divisionen sporsäcksvampar, och som först beskrevs av Petter Adolf Karsten, och fick sitt nu gällande namn av Rosalind Lowen. Charonectria sceptri ingår i släktet Charonectria, och familjen Hyponectriaceae. Arten är reproducerande i Sverige.